# W drodze po szczęście
W drodze po szczęście – album polskiego rapera i producenta muzycznego O.S.T.R.-a. Wydawnictwo ukazało się 23 lutego 2018 roku nakładem wytwórni muzycznej Asfalt Records. Materiał został wyprodukowany przez grupę Killing Skills, za scratche odpowiedzialny był DJ Haem. Gościnnie w nagraniach wzięli udział Playground Zer0 i Arman Kanun.
Za okładkę i oprawę graficzną albumu odpowiedzialny jest Grzegorz „Forin” Piwnicki. Odbyła się trasa koncertowa nazwana W drodze po szczęście tour, podczas której raper odwiedził m.in. Rotterdam, Brukselę czy Berlin.
Album uhonorowano nagrodą Fryderyk 2019.

## Lista utworów
Opracowano na podstawie materiału źródłowego.
| CD 1 1. „!” – 3:41 2. „W drodze po szczęście” – 4:08 3. „Prędkość” – 3:34 4. „Ponad ląd” – 4:23 5. „Alcatraz” – 3:50 6. „Koala” (gościnnie: Playground Zer0) 3:43 7. „Asomia” – 4:26 8. „Ot tak po prostu” – 4:10 9. „Słuch” – 4:18 10. „Zombi” – 3:14 11. „Chciałem być” – 5:14 12. „All My Life” – 3:58 13. „Szczęścia milimetr” – 4:08 14. „Algorytm” – 4:18 15. „All Awake” (gościnnie: Arman Kanun) – 3:10 |  | CD 2 1. „O100JA” – 3:32 2. „Stygmat” – 3:13 3. „Tabula Rasa” – 3:49 4. „Runa” – 3:58 5. „Yuppie” – 3:25 |

## Pozycje na listach
| Oficjalna lista sprzedaży OLiS – miesięczny |         |
| Według                                      | Pozycja |
| Luty                                        | 1       |
| Marzec                                      | 3       |
| Kwiecień                                    | 6       |

| Oficjalna lista sprzedaży OLiS – podsumowanie |         |
| Według                                        | Pozycja |
| Najlepiej sprzedające się albumy              | 3       |
| Najlepiej sprzedające się Polskie albumy      | 3       |

## Certyfikat
| Polska (ZPAV) | Tytułem               | Status       | Sprzedaż |
| ------------- | --------------------- | ------------ | -------- |
| Polska (ZPAV) | W drodze po szczęście | 2x Platynowy | 60 000+  |